# Rakel Rodríguez
Rakel Rodríguez Ruiz (Granada, 17 de octubre de 1977) es una bailarina, coreógrafa, creadora y artista multidisciplinar.
Dirige la compañía de teatro y danza Arymux, entidad que trabaja el arte y la inclusión en cualquiera de sus formas en obras propias y también en colaboraciones con artistas de diferentes ámbitos dentro de las artes escénicas.
Es pedagoga, coreógrafa, actriz y profesora de teatro y danza. Activista comprometida en numerosas causas sociales y creadora de la disciplina artística Signodanza, que se ha convertido en su marca personal. Promueve la diversidad y la inclusión con un lenguaje propio que la convierte en referente de la accesibilidad en las artes escénicas. Sus obras invitan a repensar cómo el arte puede ser un vehículo de transformación social. 

## Biografía
Rakel Rodríguez Ruiz nació en Granada (Andalucía). En la actualidad reside en Bilbao.
Estudió en el Colegio Compañía de María de Granada. Desde niña poseía una gran imaginación, inclinándose hacia la comunicación en cualquiera de sus formas y desarrollando su pasión por la lectura, el canto, la escritura y la música. Ganó el primer premio de poesía del Instituto Ángel Ganivet en el que realizó sus estudios de secundaria y pudo recibir clase de escritores y poetas que marcaron su trayectoria como José Carlos Rosales, Luis García Montero o Ángel González. Amante de la poesía y de la lectura, reconoce su pasión por escritoras como Gloria Fuertes, Gabriela Mistral o Almudena Grandes y entre los libros que la han marcado están "La ciudad de la alegría" de Dominique Lapierre, o "La mujer habitada" de Gioconda Belli. Recibió clases de guitarra con Armando López, un reconocido músico, compositor y profesor de guitarra española en Granada. Enseguida se despertó su faceta de compositora, creando sus propias canciones mientras comenzó a recibir clases de canto, interpretación, expresión corporal y voz. Su interés por los idiomas y su pasión por comunicar la llevaron a formarse en diferentes disciplinas artísticas y a aprender Lengua de Signos en la Agrupación de Personas Sordas de Granada. Se licenció en Pedagogía en la Universidad de Granada. Técnica Superior en Interpretación de Lengua de Signos y guía intérprete para personas sordociegas en la primera promoción del Instituto Alhambra de Granada, es formadora de varias generaciones de intérpretes de lengua de signos que quieren desarrollar sus habilidades y artistas que siguen de cerca su trabajo y participan en los talleres que imparte. 
Desde la adolescencia comenzó a participar en proyectos sociales y ha realizado labores de cooperación en diversos lugares y países como Marruecos o Perú. Activista comprometida e implicada en causas sociales, colabora también con diferentes movimientos asociativos y entidades de personas con diversidad funcional como la Fundación ONCE, otras que trabajan con personas con enfermedades raras, movimientos de igualdad, investigación contra el cáncer, o en defensa de la infancia, entre las que se encuentra Unicef.  
Es pionera en la investigación e impartición de cursos de interpretación en Lengua de Signos en ámbito artístico a nivel europeo, y forma intérpretes de Lengua de Signos en esta área, además de impartir workshops de Signodanza y ser profesora de teatro y danza. Desde el año 1998 realiza investigaciones para fusionar las distintas lenguas de signos con diferentes disciplinas artísticas, participa en congresos como ponente y ha publicado diferentes artículos de investigación en el ámbito universitario sobre el trabajo que se realiza en Arymux.
Es creadora y directora de la compañía ARYMUX-Alma de voltereta, compañía de teatro y danza que realiza sus propios espectáculos accesibles incluyendo todo tipo de públicos y lenguajes, personas con y sin discapacidad. Además de dirigir a otros artistas, es la autora de muchos de los textos que lleva a escena. Crear su propia Compañía fue la consecuencia de su ímpetu al trabajar uniendo el arte con la inclusión, primero haciendo accesibles para las personas sordas los espectáculos en los que participaba a través de la Lengua de Signos, y después investigando una accesibilidad que permitiera a todas las personas con diversidad funcional acceder a sus propuestas artísticas en igualdad de condiciones con el resto del público. Eso hizo que pronto la formación y el asesoramiento a entidades y artistas que quieren acercarse al mundo de la inclusión y las personas con discapacidad, fuera otro de los pilares fundamentales de Arymux. Es creadora de la disciplina artística "Signodanza". Esta disciplina nació de su afán por ir más allá con este idioma, desarrollando nuevas formas de expresión a través de la Lengua de signos.  La Signodanza consiste en la fusión de distintos estilos de danza y disciplinas artísticas con diferentes lenguas de signos; parte de una perspectiva que permite a los artistas con o sin discapacidad, integrar la música y la palabra a través de la lengua de signos en su movimiento; es una forma de fusionar estilos, públicos y lenguajes diferentes.
Rakel se adentró en la fusión de la lengua de signos y el arte hace dos décadas movida por su pasión por la comunicación y destacándose por crear una nueva pedagogía. Desde entonces, ha hecho de esa lengua y de la Signodanza su forma de expresión más genuina, su marca personal, su manera de expresarse en los escenarios de todo el mundo. Colabora con diferentes artistas para hacer accesibles sus propuestas, espectáculos o conciertos a través de la Signodanza. Ha participado como ayudante de dirección en obras como Boza. Ha compartido escenario con cantautores, escritores, músicos y en general artistas como Serafín Zubiri, Coque Malla, Valeria Castro, Judit Nedderman, Fetén Fetén, Iñaki Uranga, El Kanka, Mäbu, Ávaro Ruiz, Conchita, Mr, Kilombo, Víctor Lemes, Té Canela, Kalakan, María de la Flor, El Jose, Izaro, Pepa Niebla Quintet, Clarisse, Confluence, Idoia o Yoko Ono. Ha impartido talleres sobre Signodanza, arte, inclusión y comunicación en la Universidad del País Vasco y otras universidades de España y Europa, Auditorio del Museo Guggenheim Bilbao, Ánima Eskola, Museo San Telmo de Donostia, Escuela de Danza La Alameda, Arteka, Ross Dantza Eskola, Centro de Danza Ana Rosa Tercero, entre otras.
Tiene la capacidad de unir y emocionar a públicos de muy diferente sentir. En las entrevistas suele hablar de sus referentes, de las personas que la inspiran, entre las que se encuentran artistas y personalidades de distintas ramas y épocas como Mercedes Sosa, Mario Benedetti, Gioconda Belli, Helen Keller, Nelson Mandela, Francisco de Asís, Mahatma Gandhi, Teresa de Calcuta, José Mújica, el Papa Francisco, Vicente Ferrer o Malala Yousafzai.
En 2016 recibió el Premio a la Creación Cultural en los Premios Ramón Rubial. En 2021 fue seleccionada por el Foro de la Fundación Fair Saturday como una de las 30 líderes internacionales para hablar sobre cultura, innovación y cambio social en su FS Forum. Cada año, el Fair Saturday Forum reúne a líderes culturales y sociales internacionales para fomentar la reflexión sobre la cultura y la innovación social, como principales motores para construir sociedades más humanas y positivas y tiene la misión de construir puentes a través de la cultura, convirtiéndose en un destacado espacio de encuentro y reflexión internacional donde líderes como Rakel, aportan perspectivas internacionales sobre cultura e innovación social.  
En 2022 fue galardonada en la II Edición de los Premios Urregin al Teatro Vasco y las Artes Escénicas, con el Premio Ametsa a la Innovación en las Artes Escénicas, con mención especial por su implicación a favor de la inclusión y la igualdad, por cuidar la perspectiva de género en sus obras y por la creación de los conceptos de Signodanza y Signoarte con los que trabaja. 
En 2024 fue reconocida por la Fundación GaituzSport recibiendo el premio dentro de la gala "La noche inclusiva" a las buenas prácticas en la inclusión fuera del ámbito deportivo.
En 2025 Pabellón 6, Asociación de creadores de Artes Escénicas, liderada por el director, actor y dramaturgo Ramón Barea, le encarga la dirección de la nueva promoción de la Compañía Joven y realiza la dramaturgia y dirección de la obra "Cinco golondrinas". 

## Premios y reconocimientos

### Premios Urregin al Teatro Vasco
| Año  | Categoría                       | Por                               | Resultado | Referencias   |
| ---- | ------------------------------- | --------------------------------- | --------- | ------------- |
| 2022 | Premio "Ametsa" a la innovación | Innovación en las Artes Escénicas | Ganadora  | [ 11 ] [ 12 ] |

### Premios Ramón Rubial
| Año  | Categoría                     | Por               | Resultado | Referencias |
| ---- | ----------------------------- | ----------------- | --------- | ----------- |
| 2016 | Premio a la Creación Cultural | Creación Cultural | Ganadora  | [ 9 ]       |